# Phaius longibracteatus
Phaius longibracteatus là một loài thực vật có hoa trong họ Lan. Loài này được (S.Moore) Frapp. ex Cordem. miêu tả khoa học đầu tiên năm 1895.